# Кре (Еро)
Кре (фр. Le Crès) је насеље и општина у јужној Француској у региону Лангдок-Русијон, у департману Еро која припада префектури Монпелије.
По подацима из 2011. године у општини је живело 8250 становника, а густина насељености је износила 1412,67 становника/km². Општина се простире на површини од 5,84 km². Налази се на средњој надморској висини од 70 метара (максималној 83 m, а минималној 29 m).

## Демографија
| 1962. | 1968. | 1975. | 1982. | 1990. | 1999. | 2011. |
| ----- | ----- | ----- | ----- | ----- | ----- | ----- |
| 650   | 1.388 | 4.529 | 6.088 | 6.601 | 6.800 | 8.250 |

График промене броја становника у току последњих година